# 中井杏奈
中井 杏奈（なかい あんな、1993年2月22日 -）は、日本の女優、ナレーター、モデル。千葉県出身。C&Oプロダクション、亀の子新社所属を経て、2025年現在、劇団虚幻癖（2023年1月5日～）及びK･Y企画に所属。

## 来歴
12歳から演劇をはじめ、地元のミュージカル劇団に所属。年間10本以上の舞台に出演し、芝居・声楽・パントマイム等を学ぶ。
2019年、小舞 杏奈（こま あんな）の別名義で鎌倉ご当地アイドル「鎌倉オルタンシア」1期生として1年間活動。
現在はK･Y企画、劇団虚幻癖の両団体に所属し活動の幅を広げている。

## 出演

### 映画
- ファースト･ステップ（2017年、福島インディペンデント映画祭2018 おかわり上映） - サトミ 役[7]
- reincarnation-リィンカーネーション-（2019年、オフィスS自主制作映画） - アンさん 役・準主演
- ニモ負ケヌ〜未来の小さな発見〜（2020年） - 澤田笑美子 役
- 龍帝外伝《第一章》DIRTY HAWK（2021年4月劇場公開、市原剛監督） - 龍帝直属諜報機関｢八龍傑｣ ・麗愛 役[8]
- 密殺! THE MISSATSU ROAD TO THE HELL（2022年劇場公開） - 秘密警察「特捜密殺員」諜報部・村木由羽 役[9]
- 真龍帝外伝（2022年8月劇場公開、市原剛監督） - 龍帝直属諜報機関「八龍傑」・麗愛 役
- 龍帝外伝《最終章》（2023年4月劇場公開、市原剛監督） - 龍帝直属諜報機関「八龍傑」・麗愛 役
- 龍帝外伝《新章》LEGEND OF DRAGON（2024年12月劇場公開、市原剛監督） - 龍帝直属諜報機関「八龍傑」・麗愛 役[10]

### TV
- 超時空彩の国S.T.M（2018年、テレビ埼玉）ショートドラマ ｢家政婦は見た!｣ -  西園寺小百合 役

### ミュージックビデオ
- Snow Ya Conco こみかるみっちゃん（2020年）

### CM
- ピュレグミ1粒ムービー（web CM）

### 舞台

#### 2010年
- 更科日記（制作舍 翔）

#### 2011年
- 朗読劇 銀河鉄道の夜（制作舍 翔）
- 葉っぱのフレディ（関貴昭演出）
- から騒ぎ（松田洋治演出）

#### 2013年
- 便想学（千葉繁脚本･演出、08/03～08/04）[11]
- あ〜ぶくたった、にぃたった（万条一致演出、千葉繁監修、12/07～12/08）[11]

#### 2014年
- 斬撃!吉田商会2013（千葉繁演出、02/22～02/23）[12]
- コントやります!（明細書、出社、こころのカード、チーム）（こぐれ修演出、08/09～08/10）[11]
- 歌唱声劇 レ・ミゼラブル - アンサンブル･コーラス
- 斬撃!吉田商会2014（早田友一演出、千葉繁監修、12/06～12/07）[11]

#### 2015年
- フォアザバンガ（千葉繁演出、02/28～03/01）[12]
- 斬撃!吉田商会2015（早田友一演出、千葉繁監修、12/05～12/06）[11]

#### 2016年
- セレクト（プロデュースユニットじぇむSTORM旗揚げ公演、11/25～11/27）[13]
- それぞれの居場所（亜崎敬司脚本・演出、12/03～12/04）[14]

#### 2017年
- 武士なるもの（aHSネオドリームファクトリー公演、10/14）[15]
- 騙っちゅーの!（SECOND･N･PRODUCE、10/31～11/05）[16][17]
- 6th stories（亜崎敬司脚本・演出、12/01～12/03）[18]

#### 2018年
- 朗読と音楽のライブ アズ劇（02/23～02/25） - 3期生1クールAB[19]
- 6Men×7Women（劇団ノーティーボーイズ、03/13～03/18）[20]
- 月夜の兎〜始まりの月〜（秋葉原ハンドレッドスクエア倶楽部、03/29～03/30） - 日向 役
- 明日、僕は幸せですか。（三栄町LIVE×舞広茉子プロデュース、久我真悟脚本・演出、04/27～05/06）[21]
- 朗読と音楽のライブ アズ劇 （05/11～05/13）- 第1期[22]
- 朗読と音楽のライブ アズ劇 （06/08～06/10）- 3期生2クールB[22]
- 月夜の兎〜闇を照らす蝶〜（秋葉原ハンドレッドスクエア倶楽部、06/27～06/28） - 志月 役・主演[23]
- 相寄る魂（リベラリズム旗揚げ公演、ギィ・フォワシィ戯曲、山本邦彦翻訳、07/23～07/25）
- 大笑い（リベラリズム旗揚げ公演、ギィ・フォワシィ戯曲、山本邦彦翻訳、07/23～07/25）
- Anemone（鄭光誠脚本・演出、08/15～08/19）[24]
- 年中無休のヒーロー（劇団オモテナシ、鄭光誠脚本・演出、09/26～09/30）- 小野有紀 役[25][26]
- SIMPLY BECAUSE IMITATION〜偽物だからこそ〜（劇団ノーティボーイズ番外公演、12/04～12/09）[27]

#### 2019年
- ODEN FINAL（はらみかプロデュース、03/08～03/10）- ゲスト出演[28]
- 桜夜奇譚（桜プロジェクト第一回公演、03/29～03/31）- 雷･咲良 役・主演[29]
- あの鐘を鳴らすのはあなた（121841Produce第3回公演、06/05～06/09）[30]
- 偽りなければ笑えない（三栄町LIVE×舞広茉子プロデュースvol.3、06/27～07/07）- 北条莉奈 役・主演[31]
- Robot（中目黒R.P.G presents#001、09/13） - ヒナ･ミカ 役・主演
- 壁に挟まった男（スズキプロジェクトバージョンファイブ、10/30～11/10）- 春陽 役[32][33]
- 堕天使は薄い本を閉じて〜恋の房総半島編〜（三栄町LIVE×黒薔薇少女地獄vol.5、11/26～12/08）[34]

#### 2020年
- アースウォーカー（溝ノ口劇場×中目黒R.P.G presents#001、01/23～01/26）- 千尋 役・主演[35]
- fault day（縁ろず屋第9回公演、02/26～03/01）- Aチーム[36]
- Robot（中目黒R.P.G presents#003、03/20）- ユーリ 役
- MECHABETH（三栄町LIVE×E-Stage Topia×ミネルヴァエージェンシー提携公演、江戸川崇脚本・演出、07/04～07/09）- 東川さくら（魔女っ子アイドル）役[37][38]
- ダンスとコント公演 ありがとうのプレゼント（中山さつきプロデュース#03、08/29～08/30）
- 命の唱（朗読公演、09/03～09/06）- 樹（イツキ）役[39]
- カウントダウン（中目黒R.P.G presents#004、09/28～09/29）
- 僕はそれを、青と呼ぼう2020（E-Stage Topiaプロデュース公演、11/26～11/30）- マキ 役[40][41]

#### 2021年
- サクラニオドレ（ALPHA Entertainment×E-State Topiaプロデュース新春公演、江戸川崇脚本・演出、01/06～01/10）- 葛西めぐ 役[42]
- 君の音（朗読劇集団point×歩夢企画vol.1、音源収録）- 相川樹 役・主演
- ODEN〜記者会見の陣〜（はらみかプロデュース、配信公演）- メインキャスト[43]
- Soul（溝ノ口劇場×中目黒R.P.G presents#002、04/14～04/18）- 岩山咲良 役・主演[35]
- ODEN〜記者会見の陣〜振替公演（はらみかプロデュース、04/20～04/25）- ゲスト出演[44]
- 関係（朗読劇集団【point】vol.2、05/22～05/23）- 篠田芽衣 役・ヒロイン
- ダンス公演 多彩色（中山さつきプロデュース#06、06/04～06/06）
- The Circulation Act Consequence, Irreversible（E-Stage Topiaプロデュース公演、07/14～08/01) - WWE 役[45]
- ODEN〜祭りの陣〜（はらみかプロデュース、08/16～08/22）[46]
- 川岡が来ないZ!!（スズキプロジェクトバージョンファイブ 本公演2021、09/15～09/26）- 坂上千尋 役[47]
- 変わらないで、カメレオン（VACAR ENTERTAINMENT、11/03～11/07）- リツコ 役[48]
- イツワルナ（溝ノ口劇場×中目黒R.P.G presents#003、12/10～12/12）- アザレア 役[49]

#### 2022年
- 東京卍メロス（E-Stage Topiaプロデュース公演、01/13～01/18）- 今井美咲 役[50]
- ドラマを作ろう vol.2（即興芝居イベント、03/19～03/20）
- 瘡蓋のメロディ（劇団虚幻癖 第16回本公演、04/20～04/24）- レイ役[51]
- それでも恋する世界戦（WITH YOU 第10回公演、05/18～05/22）- アオイ 役[52]
- カウンターバリューペインテッド（SFIDA ENTERTAINMENT Vol.10、06/14～06/19）- 田中 役[53]
- 翔華炎-ｶｹﾞﾛｳ-（中山さつきプロデュース#07、07/14～07/18）- 天上院恵里香 役[54]
- The Bullying Judgment（K･Y企画 第1回アトリエ公演、07/30～07/31）- 青木明望 役[55]
- 壬生魔浪士組 最終章〜魔法少女たちの足跡〜（劇団新劇団 第七回公演、08/11～08/14）- 原田ケイカ 役[56]
- クロノスタシス（劇団虚幻癖 第18回本公演、10/26～10/30）- エリナ 役[57]
- ナマ牡蠣があたった夜（三栄町LIVE×長田大史プロデュースvol.3、11/30～12/11）- 壇上美香(五反田町子) 役[58]
- Voyage to the Have-nots（中目黒R.P.G#6、12/22～12/25）- リコリス 役

#### 2023年
- DREAM PENCIL（K･Y企画 第2回アトリエ公演、02/23～02/24）- 安達留美子 役[55]
- 道化王（劇団虚幻癖 第19回本公演、03/29～04/02）- アスカ 役[59]
- 荻家の三姉妹（長田大史プロデュース、06/08～06/12）- 南ちはる 役[60]
- To The Beloved（K･Y企画 第3回アトリエ公演、08/05～08/06）- 大辰真央 役[55]
- Inferno Phantasia（劇団虚幻癖 第20回本公演、08/30～09/03）- シェリル 役[61]
- 罌粟とアサガオ（劇団虚幻癖#35 オムニバス公演、10/11～10/15）[62]
- サラバ演劇世界（スズキプロジェクトバージョンファイブ 本公演2023、11/24～12/03）- マカ 役[63]
- 暴夜〜アバレアンナイト〜（劇団新劇団年末恒例大喜劇シリーズ、12/21～12/24）- スィラン･ケード 役[64]

#### 2024年
- SISTER ZERO（劇団虚幻癖#36 第21回本公演、01/17～01/21）- ツキノ 役[65]
- Dress UP!!!（K･Y企画 ACT GYM vol.1、02/21～02/25）- 川久保珠希 役[66]
- 将棋無双・第30番 ~神局のヴァンパイア~（E-Stage Topiaプロデュース公演、04/10～04/14）- 成桂 役[67]
- 世界ギュルルン滞在記（EVAN's企画、05/15～06/02）- 幸子 役[68]
- GHOST MIX V（劇団虚幻癖#37 番外公演、06/12～06/16）- 桐生希美 役[69]
- Heart Picture（K･Y企画 第4回アトリエ公演、07/15～07/16）- 寺尾正樹 役[70]
- The Circulation Act ALTERNATIVE（E-Stage Topiaプロデュース公演、08/09～08/18）- WWE 役[71]
- ハムレットの奇妙な冒険（劇団新劇団 第十回公演、10/09～10/13）- レアティーズ 役[72]
- パラノイアサーカス（劇団虚幻癖#38 第22回本公演、10/30～11/03）- ガーネット 役[73]
- たぶん少女漫画のような話（朗読劇、11/16～11/17）- 彼女 役[74]
- 書く女（長田大史プロデュース、12/05～12/09）- 野々宮菊子 役[75]

#### 2025年
- カゲスミレ（劇団虚幻癖#39 オムニバス公演、01/15～01/19）- スミレ 役 ほか[76]
- AWAKENING FROM MAGIC（K･Y企画 第5回アトリエ公演、01/31～ 02/02）- 武藤麻里 役[77]
- 極道シアターカンパニー（スズキプロジェクトバージョンファイブ本公演、03/01～03/09）- 蛾織 役[78]
- LOST MIND（劇団虚幻癖#40　回帰公演、04/23～ 04/27）- A班 花蓮 役、B班 由希 役[79]
- MUST NOT WOTHER（K･Y企画 ACT GYM vol.2、05/27～ 06/01）- 荒井彩愛 役[80]
- アメジストの檻（劇団虚幻癖#41 オムニバス公演、06/18～06/22）- 由希、あん太郎 役 ほか[81]
- ロマンティック・ラブ・イデオロギー vol2（となりのパンダs 第10回公演、07/29～08/03）- チームD 小飯塚優美 役[82]
- ゲゲゲのマクベス（劇団新劇団 第11回本公演、08/04～08/17）- チーム霊 紅孩児 役[83]

### BAR公演
K･Y企画が2023年6月よりBar Ei店内にて定期開催している演劇イベント
- K･Y企画『BAR TEMPERADO』- 小町役（第1, 2, 3, 11, 12, 13, 20, 22弾）[55]
- K･Y企画『STRONG WOMAN』- 佐藤ひばり役（第4, 5, 6, 7, 14弾）[55]
- K･Y企画『YES！ MY LOVE』- さかい役（第8, 9, 10, 18, 19弾）[55]
- K･Y企画『Scum's Requiem』- あきこ役（第15, 16, 17弾）[55]
- K･Y企画『BAR TEMPERADO2』- 小町役（第21, 23弾）[55]
- K･Y企画『Party Never End』- なつめさゆり役（第24, 25弾）[55]